# Charlotte Engel-Reimers
Charlotte Henriette Pauline Emilie Engel-Reimers (* 26. September 1870 in Hamburg; † 29. Oktober 1930 in Berlin-Steglitz) war eine deutsche Nationalökonomin und Frauenrechtlerin.

## Leben und Wirken
Charlotte Engel-Reimers war eine Tochter des Arztes Julius Engel-Reimers (1837–1906) und dessen Ehefrau Marie Antonie. Ihre Mutter, die die Tochter Helene (1873–1954) gebar, war eine Deutschamerikanerin Schweizer Staatsangehörigkeit und starb 1880. Der Vater, der seine Töchter streng erzog, galt als fortschrittlich. Er heiratete nach dem Tod der ersten Ehefrau Amalie Jebens, deren Vater als Weinhändler in Hamburg arbeitete.
Charlotte Engel-Reimers besuchte von Ostern 1880 bis April 1885 die Mädchenschule des Klosters St. Johannis, danach bis Ende März 1886 eine Höhere Mädchenschule. Gemäß Abschlusszeugnis, das keine formale Qualifikation darstellte, hatte sie gute bis sehr gute Noten; ihre Leistungen in den Fächern Rechnen und Gymnastik galten als „genügend“. Ein Grund für die schlechte Beurteilung im Sportunterricht könnten gesundheitliche Probleme sein, unter denen sie lebenslang litt. Da sie das Abitur ablegen wollte, was zu dieser Zeit nur Jungen möglich war, strebte sie eine Prüfung als Externe an. Von Ostern 1899 bis zur Prüfung im Sommer 1901 nahm sie Privatunterricht bei renommierten Professoren und erhielt am Wilhelm-Gymnasium als eine der ersten Frauen in Hamburg das Abiturzeugnis (mit der Note „gut“).
Um die Jahrhundertwende arbeiteten Charlotte und Helene Engel-Reimers in der Frauenbewegung. Sie leisteten anfangs Sozialarbeit und spendeten bedeutende Beträge für Vereine, darunter für den Arbeitsnachweis für Frauen, Uhlenhorst-Barmbek von 1898. Neben dem von Lida Gustava Heymann geleiteten Verein Frauenwohl engagierte sich Charlotte Engel-Reimers in der Hamburger Filiale der Centralstelle für weibliche Bühnenangehörige Deutschlands, die armen Schauspielerinnen Kostüme zur Verfügung stellte und eine Unterstützungskasse hatte. Nach dem Ersten Weltkrieg arbeitete sie in konservativen kirchlich-sozialen Vereinen der Frauenbewegung.
Kurz nach dem Abitur nahm Engel-Reimers ein Studium der Nationalökonomie an der Universität Berlin auf. Zu ihren Lehrern gehörte Gustav Schmoller, der sie nachhaltig prägte. Während des Studiums beschäftigte sie sich mit Fragen der Frauenbewegung. In ihrer Promotion 1906 beschrieb sie Produktion von Filzschuhen in Berlin. 1911 schrieb sie ein Buch über die wirtschaftliche Situation deutscher Bühnenangestellter. Das Testament ihres Vaters sicherte sie finanziell ab und ermöglichte ihr ein eigenständiges Leben.
Nach der Promotion beschäftigte sich Engel-Reimers eher mit der Philosophie, die sie mit der Nationalökonomie verbinden wollte. Da Frauen nicht habilitieren durften, nahm die Berliner Universität ihre erste Schrift 1912 nicht an. Engel-Reimers lehrte danach am Seminar für Staatswissenschaften. Da sie Mitte der 1920er Jahre wiederholt schwer erkrankte, konnte sie sich erst 1930 über den „Idealismus in der Wirtschaftswissenschaft“ habilitieren.
Charlotte Engel-Reimers verstarb wenig später, ohne ihre Antrittsvorlesung gehalten zu haben.